# تشرنینی
تشرنینی (به چکی: Černíny) یک منطقهٔ مسکونی در جمهوری چک است که در ناحیه کوتنا هورا واقع شده‌است. تشرنینی ۱۶٫۱۱ کیلومتر مربع مساحت و ۳۸۵ نفر جمعیت دارد و ۴۴۶ متر بالاتر از سطح دریا واقع شده‌است.